# Regina Bastos
Regina Maria Pinto da Fonseca Ramos Bastos (Estarreja, Veiros, 4 de novembro de 1960), advogada e política portuguesa. Atualmente, desempenha as funções de deputada à Assembleia da República e Vice-Presidente do Grupo Parlamentar do PSD.
É licenciada em Direito. Entre outros cargos, foi deputada ao Parlamento Europeu, secretária de estado da Saúde e deputada à Assembleia da República. Nas eleições europeias de 2009, foi eleita deputada ao Parlamento Europeu a 7 de Junho desse ano. Integra, assim, o Grupo do Partido Popular Europeu.

## Actividade política
Funções desempenhadas no Parlamento Europeu:
- Membro efectivo na Comissão dos Direitos da Mulher e da Igualdade dos Géneros.
- Membro efectivo na Comissão do Emprego e dos Assuntos Sociais.
- Membro efectivo na Delegação para as Relações com a Austrália e a Nova Zelândia.
- Membro efectivo na Comissão Especial para a Crise Financeira, Económica e Social.
- Membro suplente na Comissão do Mercado Interno e da Protecção dos Consumidores.
- Membro suplente na Delegação para as Relações com a República Popular da China.

Cargos anteriormente desempenhados:
- Deputada ao Parlamento Europeu (2000-2004).
- Secretária de estado da Saúde - XVI Governo Constitucional (2004-2005).
- Deputado pelo PSD à Assembleia da República na X legislatura (2005-2009).